# Haus Barnsfeld
Das Haus Barnsfeld ist ein abgegangener Rittersitz und eine ehemalige Wasserburg der Familie von Barnsfeld bei Ramsdorf in der Stadt Velen im Kreis Borken in Nordrhein-Westfalen.

## Geschichte
Die Burg war der Stammsitz des seit 1281 nachgewiesenen Adelsgeschlechts von Barnsfeld (Bermentfelde), die Burgmänner auf der Burg Haus Dülmen des Hochstifts Münster stellten. Die bis dahin zum Eigengut der Familie gehörende Herrschaft Barnsfeld wurde in der ersten Hälfte des 14. Jahrhunderts durch den Grafen Rainald II. von Geldern gekauft, der anschließend weiterhin damit die Familie von Barnsfeld belehnte. In der Fehde zwischen dem Grafen und dem Münsteraner Bischof von 1322 bis 1326 standen die von Barnsfeld auf der Seite Rainalds II., infolgedessen die Burg 1324 zerstört wurde. Schon ein Jahr vorher war das Haus Barnsfeld an Johannis de Doring gegangen. Dessen Familie, die Werences zu Döring, blieb im Besitz der Burg, die nun ein Lehen des Bistums Münster war. In der zweiten Hälfte des 16. Jahrhunderts kam das Haus Barnsfeld an die von Hetterscheid. 1613 gehört es den von Rhemen, 1619 den Wendt zu Dellwig, 1705 den von Dincklage. Zwischen 1743 und 1748 erwarb der Freiherr von Velen den überschuldeten Besitz. Dieser Familie gehört das Gut heute noch.

## Beschreibung
Haus Barnsfeld liegt inmitten einer doppelten Gräftenanlage mit Zwischenwall. Die Gestalt der ursprünglichen Burg ist unbekannt. Schon auf einer Karte von 1747 machen die darauf befindlichen Gebäude keinen festen Eindruck mehr. Der bestehende Baubestand ist neuzeitlich bis modern. Das heutige Haupthaus ist ein Vierständerhaus, in dem sich angeblich früher ein großer Saal befand.